# Olga Ertlová
Olga Ertlová (connue également sous le nom de Olga Kolářová, née le 10 janvier 1986 à Klatovy, est une joueuse professionnelle de squash représentant la République tchèque. Elle atteint le 44e rang mondial en mai 2012, son meilleur classement. Elle remporte le championnat de République tchèque à six reprises en alternance avec Lucie Fialová et Anna Serme.
Elle est mariée et devient mère d'une petite fille le 7 juillet 2015.

## Palmarès

### Titres
- Championnats de République tchèque : 6 titres (2009, 2013, 2014, 2016, 2019, 2023)